# Fabriekswinkel

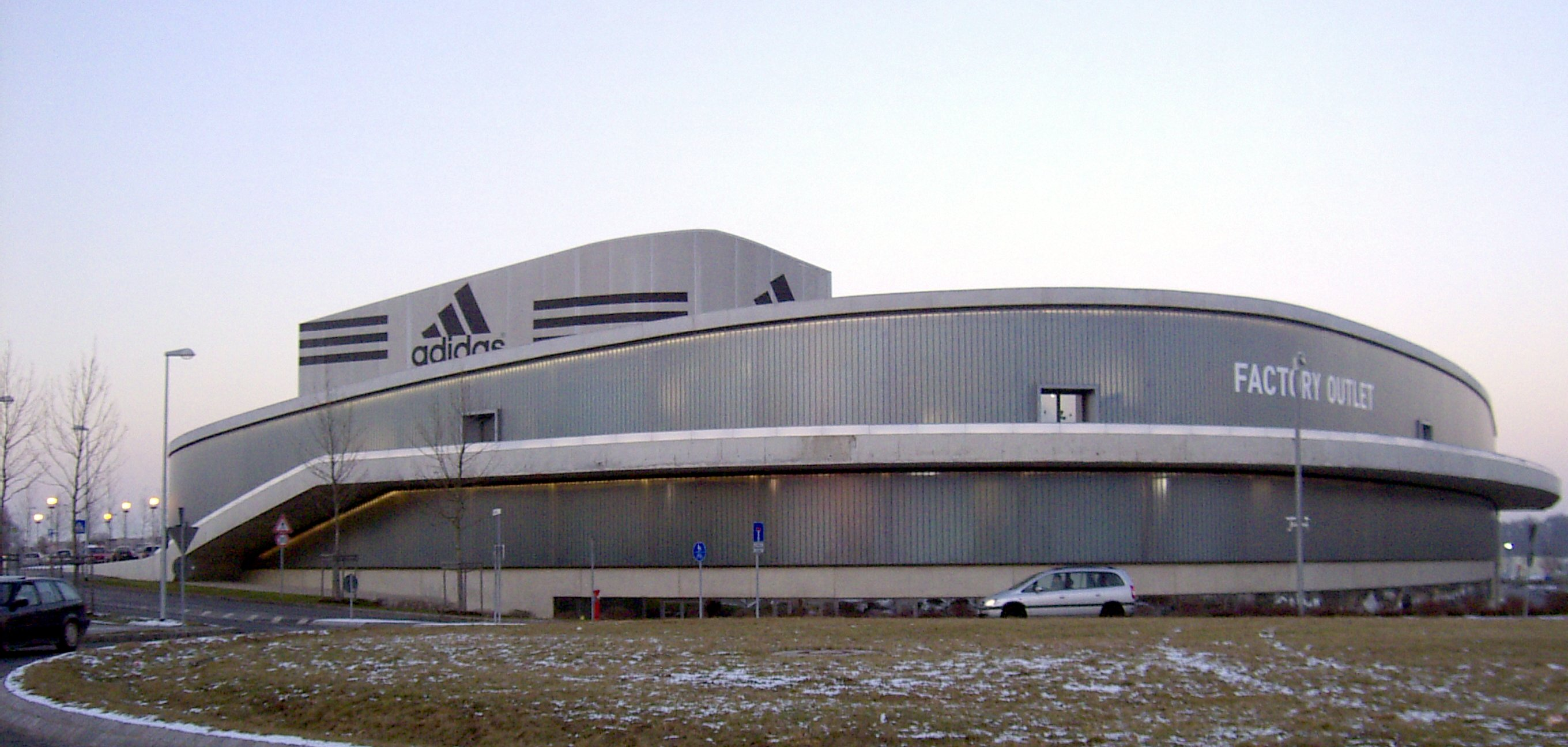
De fabriekswinkel van Adidas in Herzogenaurach

Een fabriekswinkel (ook wel aangeduid met de Engelse term factory outlet) is een verkooppunt waar een fabrikant zijn eigen artikelen rechtstreeks aan de verbruiker aanbiedt. Op die manier wil hij te grote voorraden en licht beschadigde artikelen aan de man brengen. De prijzen liggen meestal lager dan in een normale winkel.
Het komt voor dat verschillende fabrikanten gezamenlijk in een fabriekswinkelcentrum of factory outlet center hun artikelen verkopen; een dergelijk fabriekswinkelcentrum is meestal aan de rand van een stad gevestigd, met goede toegangswegen en volop parkeermogelijkheden. De laatste decennia hebben deze outlets zich in een grote mate van belangstelling mogen verheugen, vanwege de aanzienlijke kortingen die er geboden worden. Meestal zijn in een dergelijk centrum ook een aantal restaurants gevestigd.